# Zusammenschluss zum Eigenverbrauch
Als Zusammenschluss zum Eigenverbrauch (ZEV) wird in der Schweiz ein Modell bezeichnet, bei dem die Bewohner von einem oder mehreren Gebäuden die vor Ort erzeugte Elektrizität selbst verbrauchen. In Deutschland ist das Modell als Mieterstrom bekannt. Der Strom im ZEV wird meist mit Photovoltaik erzeugt, denkbar wären aber auch Blockheizkraftwerke oder Bioenergieanlagen. Für lokal produzierten und verbrauchten Strom sind keine Netznutzungsentgelte und keine öffentlich-rechtlichen Abgaben zu bezahlen. Diese Tatsache sowie die stetig sinkenden Gestehungskosten von Photovoltaikanlagen haben dazu beigetragen, dass der ZEV sich einer wachsenden Beliebtheit erfreut und als Erfolgsmodell gilt.
Eine verbreitete Alternative zum ZEV ist das «VNB-Praxismodell». Dieses wird von den Verteilnetzbetreibern (VNB) angeboten und verfügt über keine Grundlage im Energiegesetz.

## Aktuelle Regelungen zum ZEV

### Energiegesetz und Energieverordnung
Das Energiegesetz (EnG) erlaubt Anlagenbetreibern, die selbst produzierte Energie am Ort der Produktion zu verbrauchen oder zu verkaufen (Art. 16). Gibt es mehrere Grundeigentümer, so dürfen sich diese zum Eigenverbrauch zusammenschliessen. Eigentümer können den Eigenverbrauch auch für ihre Mieter vorsehen (Art. 17).

### Anforderungen an einen ZEV
Ein ZEV darf sich gemäss Energieverordnung (EnV) über mehrere zusammenhängende Grundstücke erstrecken, sofern dabei das Verteilnetz nicht beansprucht wird (Art. 14). Die Produktionsleistung der Anlage muss mindestens 10 Prozent der Anschlussleistung des Gebäudes betragen (Art. 15).

### Hürden
Ein ZEV darf nur mit Zustimmung der Mieter etabliert werden, was bei Bestandesbauten ein erhebliches Hindernis darstellt. Das Entgelt für ins Netz eingespeiste Energie unterscheidet sich je nach Standortgemeinde und ist mancherorts so tief, dass sich nur ZEV mit hohem Eigenverbrauch lohnen.

### Förderung
Ein ZEV erhält keine staatliche Förderung. Für Anlagen zur Produktion erneuerbarer Energien werden jedoch Investitionszuschüsse in Form einer Einmalvergütung ausgerichtet.

### Stromtarife im ZEV
Der Strom im ZEV darf grundsätzlich nicht mehr kosten als beim lokalen Netzbetreiber (EnV, Art. 16). Der Preis hat sich nach den Kosten für die Erzeugung und Vermarktung der lokal produzierten Energie zu richten. Seit Januar 2020 gilt zudem, dass Minderkosten im Vergleich zum Strombezug beim Netzbetreiber zu gleichen Teilen auf Grundeigentümer und Mieter verteilt werden müssen.

#### ZEV Abrechnung mit Einheitstarif oder Hoch-/Niedertarif (externes Steuersignal des Energieversorgers)
Ein ZEV kann mittels Zählerständen an Stichtagen abgerechnet werden. Dafür wird vom Gesetzgeber ein Messgerät mit MID-Zertifizierung verlangt. Tarifunterschiede sind nur mit externem Signal möglich mit Hoch- und Niedertarif, alternativ kann auch ein Einheitstarif genutzt werden.

#### ZEV Abrechnung mit eigenen Tarifen (beispielsweise Solartarif)
Die Umsetzung von speziellen Tarifen wie Solarstrom- oder Batterietarifen ist nur möglich, wenn die verwendeten Energiezähler zusätzlich zur MID-Zertifizierung CH-Lastgang zertifiziert sind. Die ZEV wird in diesem Anwendungsfall basierend auf Lastgangdaten (15-Minuten-Intervallen) abgerechnet.

### Verbrauchsabrechnung
Die Energieverordnung schreibt eine komplexe Abrechnung vor. Der Eigentümer kann wählen, ob er die Kosten des Stromverbrauchs zusammen mit den Nebenkosten oder separat abrechnen will. In den letzten Jahren sind zahlreiche Firmen entstanden, welche Hauseigentümer und Liegenschaftsverwaltungen bei der Verbrauchsabrechnung sowie bei der ZEV-Gründung unterstützen. ZEV-Dienstleister der ersten Stunde sind Blockstrom, climkit, engytec, smart-me und Smart Energy Link.

## Virtuelle ZEV (vZEV)
Netzbetreiber sind verpflichtet, so genannte «virtuelle ZEV» zuzulassen. Auf der Niederspannungsebene (unter 1 kV) dürfen dazu die Anschlussleitungen und die lokale elektrische Infrastruktur beim Netzanschlusspunkt genutzt werden. Dafür stehen bestehende intelligente Messsysteme des Netzbetreibers sowohl als virtueller Messpunkt für den Betreiber als auch für den ZEV zur internen Abrechnung des Eigenverbrauchs zur Verfügung. Die Möglichkeit von virtuellen Messpunkten ändert nichts an den Voraussetzungen für den Zusammenschluss zum Eigenverbrauch: Die gesamte Produktionsleistung des Zusammenschlusses muss mindestens 10 Prozent der gesamten Anschlussleistung des Zusammenschlusses betragen.

### Realisierung
- Zuerst muss ermittelt werden, welche Parteien zu einem vZEV zusammengeschlossen werden können. Der Netzbetreiber muss dazu innerhalb 14 Tagen die für eine vZEV notwendigen Informationen bereitstellen.[8]
- Die möglichen Teilnehmer einer vZEV müssen einverstanden sein und vereinbaren einen Vergütungstarif für PV-Energie innerhalb des vZEV.
- Nach der Anmeldung des vZEV beim Netzbetreiber hat dieser 3 Monate Zeit zur Realisierung, was unter Umständen auch den Einbau von Smartmeters beinhaltet.
- Mit einem vZEV-Abrchnungsdienstleister werden die Verbrauchsabrechnungen für die einzelnen vZEV-Teilnehmenden erstellt.

### Verbrauchsabrechnung
Um einen virtuellen Zusammenschluss zum Eigenverbrauch zu betreiben, ist ein Abrechnungsdienstleister erforderlich, um anhand der vom Netzbetreiber zur Verfügung gestellten Lastgangsdaten (und/oder allenfalls auch selbst erhobener Daten) Rechnungen an die Teilnehmenden des vZEV zu stellen. Neben den bisherigen ZEV-Dienstleistern sind PVshare oder auch zevvy Anbieter der ersten Stunde.

## Historische Entwicklung der Gesetzeslage und der politischen Diskussion
Der Zusammenschluss zum Eigenverbrauch wurde eingeführt im Energiegesetz, das am 1. Januar 2018 in Kraft getreten ist. Er ist damit Bestandteil der Energiestrategie 2050.
Vor der Einführung des ZEV wurde vereinzelt lokal erzeugter Strom gemeinsam verbraucht im Rahmen sogenannter Eigenverbrauchsgemeinschaften (EVG). Diese konnten sich aber nicht durchsetzen, nicht zuletzt mangels klarer Rechtsgrundlage.
Virtuelle ZEV sind seit 1. Januar 2025 möglich.

### Versorgungssicherheit
Die Versorgungssicherheit ist durch die Einführung eines ZEV nicht beeinträchtigt. Wenn zusätzlicher Strom benötigt wird, kann er über das öffentliche Netz bezogen werden. Umgekehrt kann überschüssiger Strom aus dem ZEV jederzeit ins Verteilnetz eingespeist werden.

### Contracting
Die Grundeigentümer müssen das Kraftwerk nicht zwingend selbst betreiben. Es ist auch möglich, die Anlage durch einen Contractor bauen, finanzieren und betreiben zu lassen. In diesem Fall darf der Contractor seine anfallenden Kapitalkosten bei der Festlegung des Strompreises berücksichtigen.